# 롤리팝 체인소
롤리팝 체인소(Lollipop Chainsaw)는 2012년 그래스호퍼 매뉴팩처에서 PlayStation 3 및 Xbox 360용으로 개발한 액션 어드벤처 핵 앤 슬래시 비디오 게임이다. 게임 디자이너 스다 고이치(Suda51)와 영화 제작자 제임스 건 (영화 감독)이 협력하여 출시되었다. 2012년 일본의 가도카와 게임스와 전 세계적으로 워너 브라더스 인터랙티브 엔터테인먼트가 제작했다. 치어리더 좀비인 줄리엣 스탈링(Juliet Starling)이 등장한다. 가상의 캘리포니아 고등학교에서 사냥꾼이 좀비와 싸운다. 2022년 7월, 가도카와 게임스의 후속작인 드라가미 게임스(Dragami Games)는 롤리팝 체인소 리팝(Lollipop Chainsaw RePOP)이라는 리메이크 작품을 2024년에 출시할 예정이라고 발표했다.